# Ганзен, Август Генрих
Август Генрих Ганзен (1813—1849) — педагог, редактор, приват-доцент Дерптского университета (ныне Тартуский университет).

## Биография
Август Генрих Ганзен родился 14 января 1813 года в селе Дерен (Ганновер), образование получил в Гамельнской прогимназии, Билефельдской гимназии и на богословском факультете Боннского университета (1832—1835). 
Мечтая о путешествии на Восток, он изучал географию и языки (арабский и английский). Был домашним учителем в одном ирландском семействе в Германии, а затем, с 1836 года, у К. Бруннова в Митаве. В этом же году выдержал при Митавской гимназии экзамен на звание домашнего учителя и в 1837 года — при Дерптском университете на звание старшего учителя. 1 января 1838 года был назначен в Дерптскую гимназию старшим учителем истории.  
В августе 1839 года Ганзен получил в Йене степень доктора философии за описание 43 куфических монет, найденных в Прибалтийском крае (этот труд первоначально был напечатан в Программе Дерптской гимназии 1838 г.). 
В апреле 1840 года Август Генрих Ганзен защитил в Дерпте диссертацию на степень магистра философии под названием «De vita Aetii particule prior». Вторая часть этого труда принесла ему звание приват-доцента Дерптского университета. 25 ноября 1840 года он допущен к чтению лекций и 15 января 1842 года утвержден в должности штатного приват-доцента. 
В университете читал лекции по самым разнообразным предметам: по истории римской, всеобщей (средней, новой и новейшей), славянских народов, Прибалтийского края, по исторической географии и этнографии, сравнительному языкознанию, английскому языку, еврейской грамматике, арабской нумизматике, объяснял Хронику Генриха Латвийского, Известия Геродота о Южной России, Политику Аристотеля, Германию Тацита. Как правило, по каждому объявленному курсу он читал шесть лекций в семестр. Лекции его пользовались успехом и привлекали слушателей. 
Август Генрих Ганзен состоял членом и председателем Эстонского ученого общества (основатель Фридрих Роберт Фельман), оказавшего большое влияние на развитие эстонской науки, языка и литературы, и был одним из учредителей Дерптского педагогического общества. 
В 1848 году ганзен был главным редактором журнала «Das Inland». 
Ганзен переиздал и перевел на немецкий язык «Хронику  Ливонии» летописца Генриха Латвийского. Свои небольшие заметки он преимущественно печатал в «Abhandlungen» Дерптского Эстонского ученого общества и в журнале «Das Inland».
Август Генрих Ганзен умер 3 мая 1849 года в городе Дерпте.